# Gratwein-Straßengel
 (novembre 2019).
Si vous disposez d'ouvrages ou d'articles de référence ou si vous connaissez des sites web de qualité traitant du thème abordé ici, merci de compléter l'article en donnant les références utiles à sa vérifiabilité et en les liant à la section « Notes et références ».
Gratwein-Straßengel est une commune autrichienne du district de Graz-Umgebung en Styrie. Située au nord-ouest de Graz, elle a été créée début 2015 par la réunion des municipalités de Gratwein, Judendorf-Straßengel, Eisbach et Gschnaidt.

## Galerie

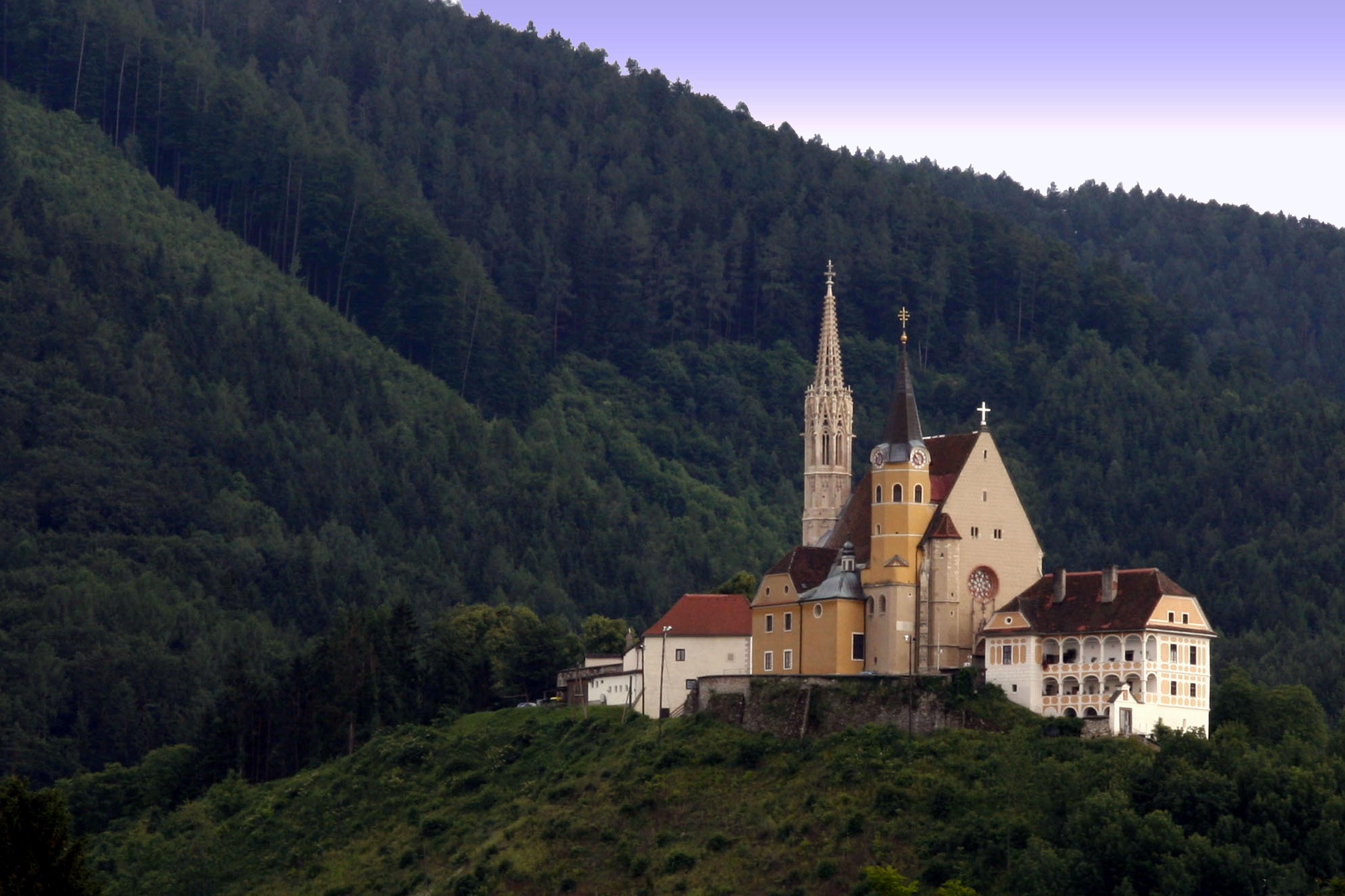
Église de Gratwein-Straßengel